# Yi Gi
Yi Gi (* 26. Oktober 1476; † 28. April 1552) war ein koreanischer Politiker und Philosoph.

## Leben
Yi Gi lebte als neokonfuzianischer Philosoph und Denker während der Joseon-Dynastie. Von 1549 bis 1551 war er als Premierminister tätig. Er war der Großonkel von Yi I. Sein Spitzname war Gyungjae (경재 敬齋).